# Papa Olangi
Pour les articles homonymes, voir Olangi.
Joseph Ezéchiel Olangi Onasambi , connu plus comme Papa Olangi, né en République démocratique du Congo le 14 août 1948 et mort le 1er octobre 2017 à Johannesbourg. Il est pasteur évangélique pentecôtiste, et président de la Fondation Olangi-Wosho jusqu'à sa mort. Il dirige avec sa femme Elisabeth Wosho le Ministère du combat spirituel en tant que cofondateurs depuis novembre 1993.

## Biographie
Papa Olangi est né le 14 août 1948 à Lodja.
En 1974, le pasteur Joseph Olangi est diplômé au titre d'ingénieur civil-physicien à l’Université Catholique de Louvain, dans les années 90, il occupe diverses fonctions administratives au sein d'importantes entreprises.

### Ministère
En 1993, il rejoint son épouse dans le Ministère du combat spirituel et ensemble, ils créent la fondation Olangi, le centre péniel mondial qui est une vision masculine de la CIFMC puis la jeunesse chrétienne combattante. Leur ministère compte plus de 20 000 membres et est implanté dans plusieurs pays du monde.

## Vie privée
Papa Olangi épouse maman Olangi en 1969 et ont sept enfants. Il meurt le 1er octobre 2017 en Afrique du Sud une année avant sa conjointe qui succombe à Kinshasa trois jours après son inhumation.